# 857
Cette page concerne l'année 857  du calendrier julien.
L'année 857 est une année commune qui commence un vendredi.

## Événements
- 18 mars : Fujiwara no Yoshifusa est nommé ministre des affaires suprêmes daijō-daijin[1]. Début de la période Fujiwara  au Japon : toute-puissance des Fujiwara (fin en 1160).

### Europe
- 14 février : capitulaire de Quierzy. Charles le Chauve renouvèle les lois contre le brigandage, proclame la nécessité d'une vengeance sévère contre les dissidents et déclare que les coupables seraient menés au palais pour y subir « un juste châtiment »[2].
- 28 février : concile de Quierzy[3].
- 17 mai : les moines de l'abbaye Saint-Martial de Limoges transportent une partie des reliques de sainte Valérie pour les mettre à l'abri des incursions normandes et fondent un monastère à Chambon-sur-Voueize[4].
- Printemps :
  - Les Normands se retirent après avoir pillé la vallée de la Loire jusqu'à Orléans[5].
  - Ravages des Normands en Poitou, alliés ouvertement avec Pépin II d'Aquitaine[6].
- 12 juin : troisième raid normand sur Paris. Les abbayes de Saint-Germain-des-Prés et de Saint-Denis sont rançonnées[7]. L'abbaye Sainte-Geneviève de Paris est incendiée[8].
- Octobre : concile de Mayence[9]. Interdiction, à Mayence, des trustes, groupes armés de guerriers liés par serment[10].
- Novembre : après avoir assassiné son cousin Erispoë, Salomon se proclame roi de Bretagne (fin en 874)[11].
- Nouveau raid danois sur Dorestad[12].